# Provazzano
Provazzano è una frazione del comune di Neviano degli Arduini, in provincia di Parma.
La località dista 2,16 km dal capoluogo.

## Geografia fisica
Provazzano sorge alla quota di 298 m s.l.m., sul versante sinistro della Val Termina di Castione.

## Storia
Il borgo sorse in epoca altomedievale; la più antica testimonianza della sua esistenza risale al 948, quando Provinciano fu menzionata nell'atto di donazione di tre piccole corti da parte del re d'Italia Lotario II al suo fedele Liudone.
La cappella originaria a servizio del centro abitato fu citata per la prima volta l'11 marzo 1144, nel documento con cui il papa Lucio II donò numerosi territori, compresa Provazzano, all'abbazia di San Giovanni Evangelista di Parma; due anni dopo il papa Eugenio III emanò un privilegio per confermare l'atto del suo predecessore.
Il territorio all'epoca dipendeva dal Comune di Parma: nel 1475 gli Anziani, su indicazione del duca di Milano Galeazzo Maria Sforza, incaricarono l'ufficiale Giovanni Francesco Bergonzi di custodire per loro conto i centri di Cedogno, Ceretolo, Mediano, Sasso, Lodrignano e Provazzano.
Successivamente Provazzano fu assegnata dapprima ai marchesi Casali, poi ai conti Bovi e in seguito ai conti Borromeo. Nel XVIII secolo fu unita al feudo di Neviano, che, acquistato da Troilo Venturi, nel 1775 fu permutato con Tizzano Val Parma del marchese Luigi Liberati Del Pozzo; quest'ultimo mantenne i diritti su Neviano fino alla loro abolizione sancita dai decreti napoleonici del 1805.

## Monumenti e luoghi d'interesse

### Chiesa dell'Assunzione di Maria Vergine

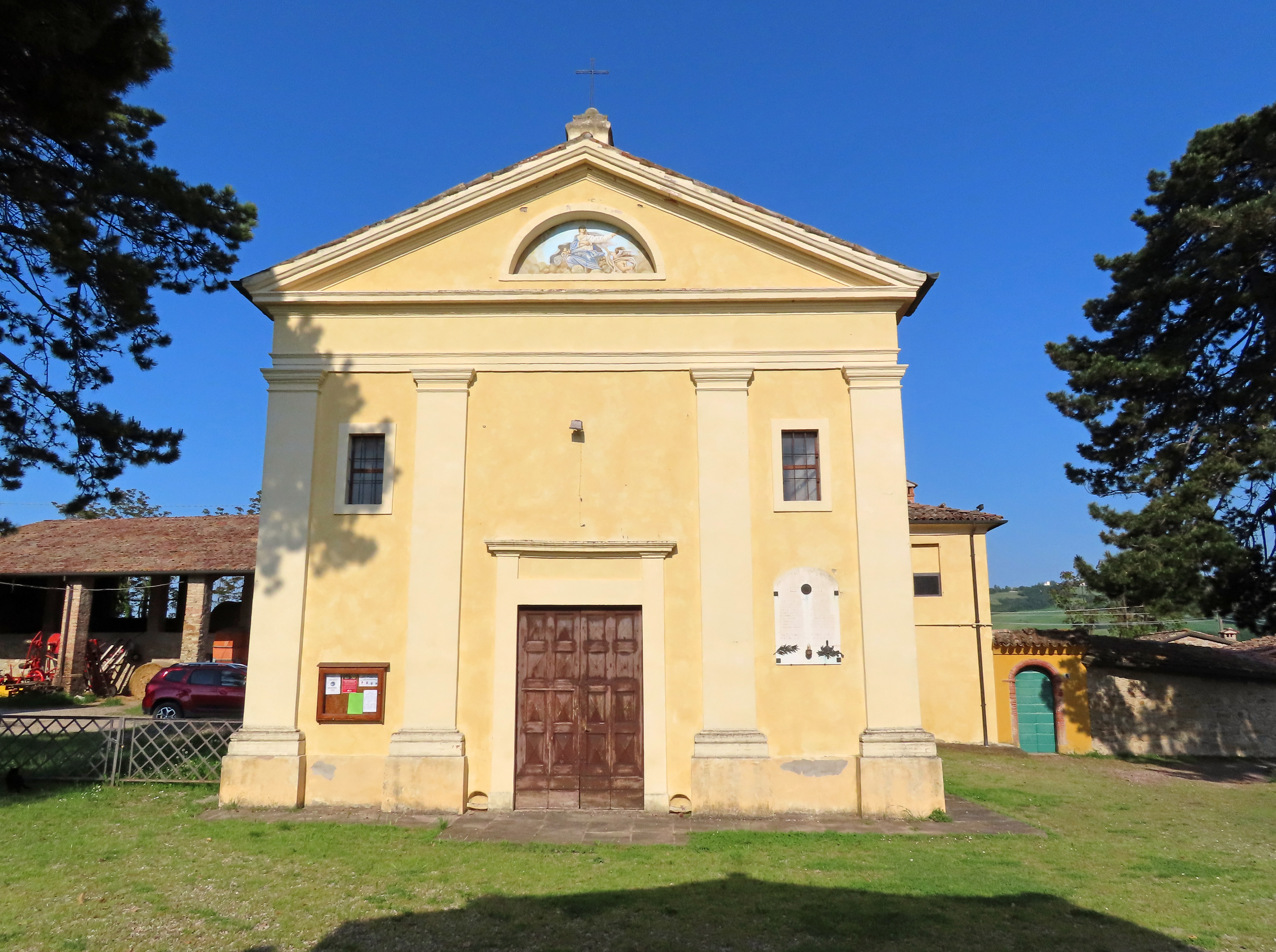
Chiesa dell'Assunzione di Maria Vergine

Menzionata per la prima volta nel 1144, la cappella fu elevata a sede parrocchiale autonoma nel 1564; danneggiata da una falda sotterranea nella seconda metà del XVII secolo, fu demolita e sostituita con la vicina cappella rinascimentale eretta in precedenza dai conti Bovi, che la fecero allungare; danneggiata da un terremoto nel 1832, nei tre anni seguenti fu restaurata e fu dotata di un campanile; interamente ristrutturata nel 1870, fu colpita da violente scosse sismiche nel 1920, nel 1983 e nel 2008 e successivamente risistemata e consolidata strutturalmente. L'edificio, sviluppato su una pianta a navata unica affiancata da due cappelle per lato, presenta una facciata intonacata, tripartita da lesene doriche a sostegno di un ampio frontone triangolare.

### Cappella dell'Assunzione di Maria Vergine

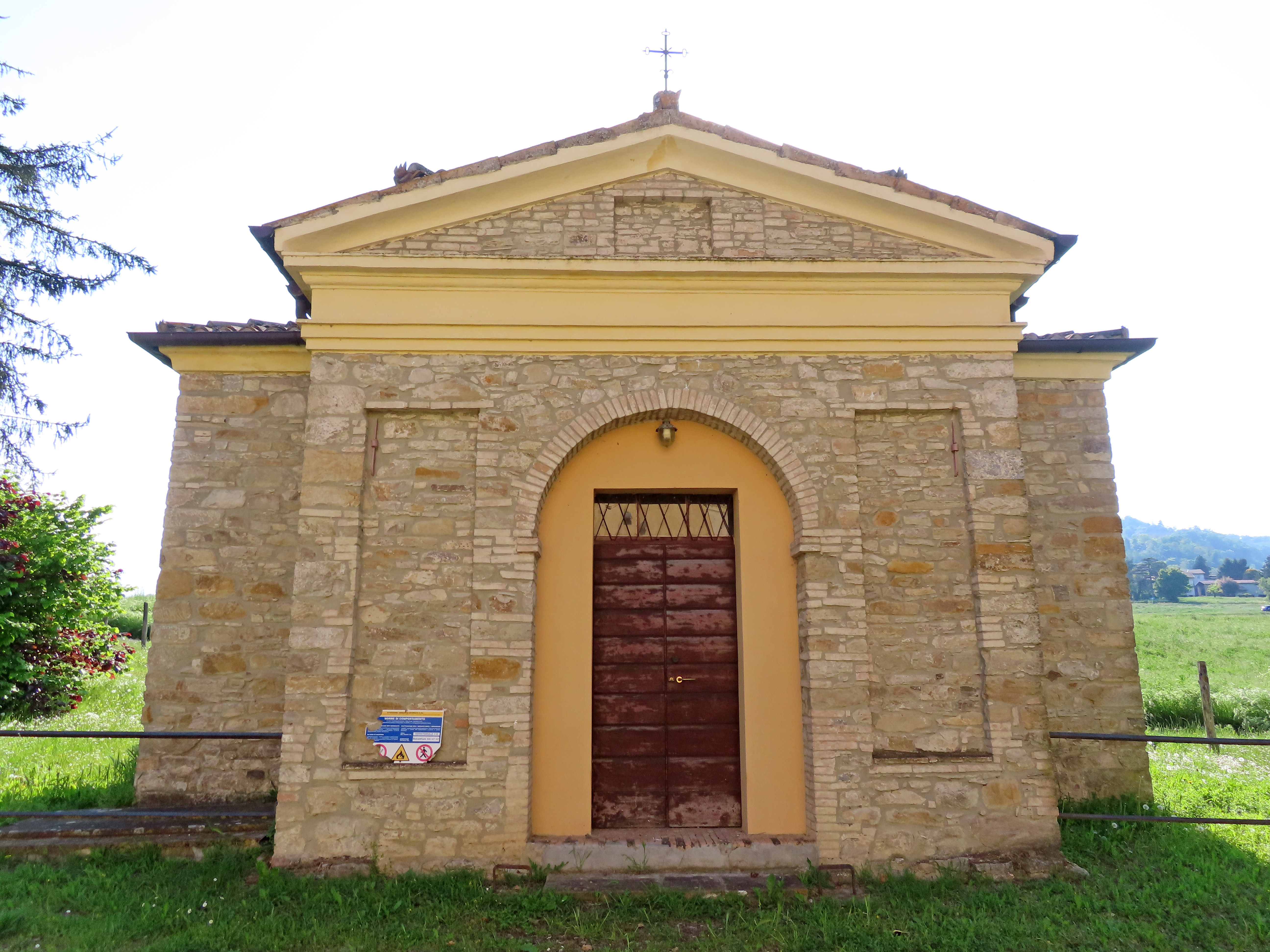
Cappella dell'Assunzione di Maria Vergine

Edificata nel XVIII secolo di fronte alla chiesa, la cappella neoclassica fu restaurata nel XXI secolo. Il piccolo edificio, sviluppato su una pianta centrale a croce greca, presenta una simmetrica facciata a capanna in pietra, coronata da un frontone triangolare con cornice intonacata in rilievo.